# ملعب ميلود هدفي
ملعب ميلود هدفي هو ملعب أولمبي يقع في مدينة وهران، ويطلق عليه أيضا اسم ملعب وهران الأولمبي و هو جزء من المركب الأولمبي ميلود هدفي ، ويتسع الملعب إلى 40,143 مناصر موجه لنادي مولودية وهران خاصة والمنتخب الجزائري عامة. تم بناؤه على عمق 15 متر تحت الأرض لتهيئة أرضيته. أما الهيكل الخارجي فهو من الحديد الصلب فيصل وزنه إلى 3000 طن. الملعب مزوّد بكاميرات للمراقبة و 4 مراكز للحراسة ومرآب للسيارات الذي يتسع لـ 1500 سيارة؛ أما بالنسبة للنقل، يمر بجانبه ترامواي وهران.

## نبذة تاريخية
في 20 ديسمبر 2006، خطط مشروع بناء مجمع أولمبي. وكان من المقرر أن يستوعب 75,000 مقعد لكن تم تخفيضها إلى 40,000.
افتتح الملعب يوم 17 يونيو 2021 خلال المباراة الودية التي جمعت المنتخب الجزائري المحلي ومنتخب ليبيريا لكرة القدم، كانت المباراة بدون جمهور بسبب جائحة كوفيد -19.

## اسم المركب
في عام 2022 بمناسبة ألعاب البحر الأبيض المتوسط قرر الرئيس عبد المجيد تبون أن المركب الأولمبي الذي ينتمي إليه الملعب سوف يأخذ اسم لاعب كرة القدم الأسطوري السابق لمولودية وهران والمنتخب الوطني ميلود هدفي.

## مرافق المركب الأولمبي
المركب الأولمبي يحتوي على عديد من المرافق:
- الملعب الرئيسي (ملعب وهران الأولمبي)
- الملعب الثانوي مخصص لألعاب القوى وبسعة 4000 مقعد.
- ملعب مغطى للكرة السلة.
- مسبحين أولمبيين بسعة 1000 مقعد لكل مسبح.
- 10 ملاعب للتنس.
- ملعبين للرغبي.
- مضمار سباق لألعاب القوى داخل الملعب الرئيسي.
- فندق ب 120 سرير

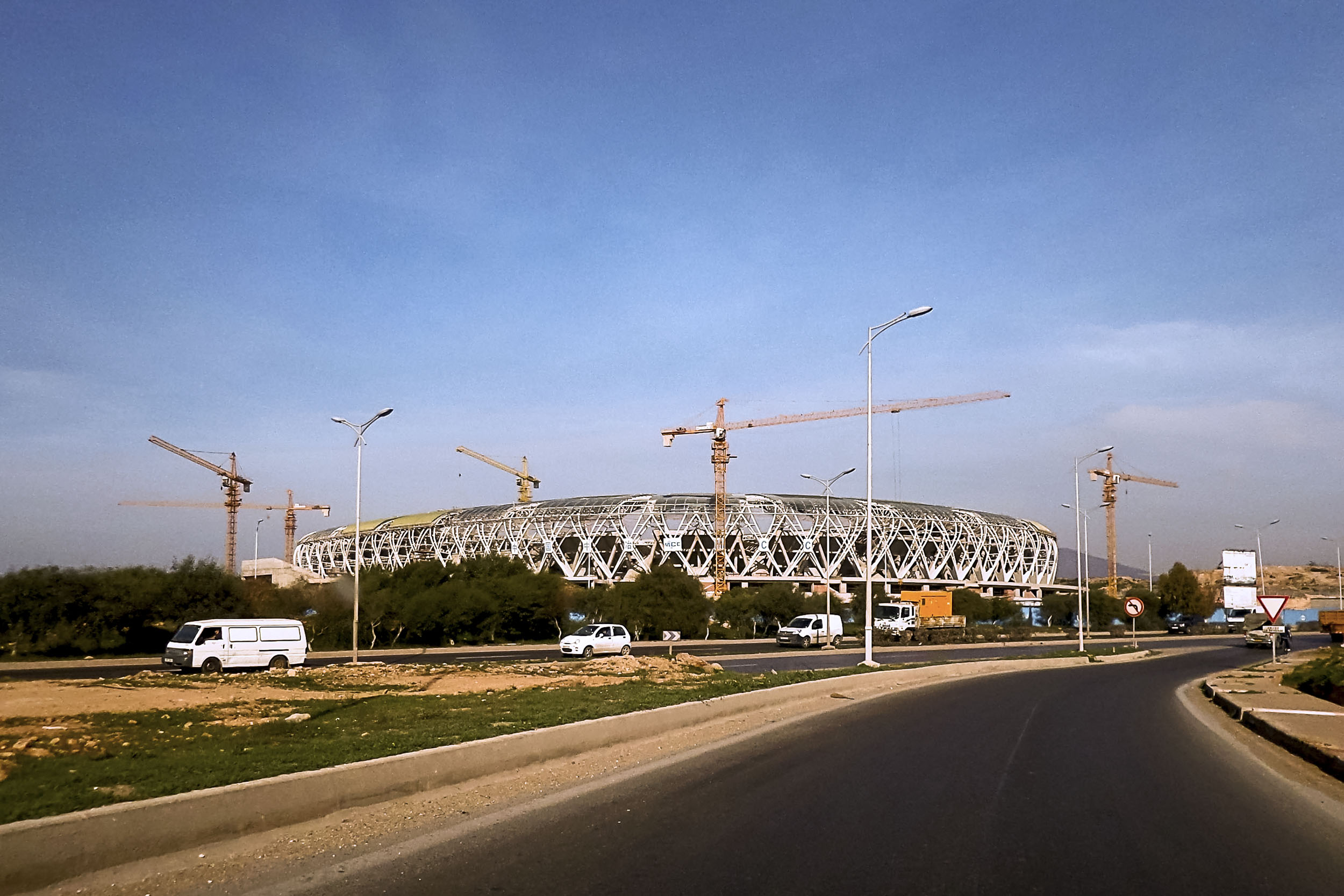
الملعب من الخارج
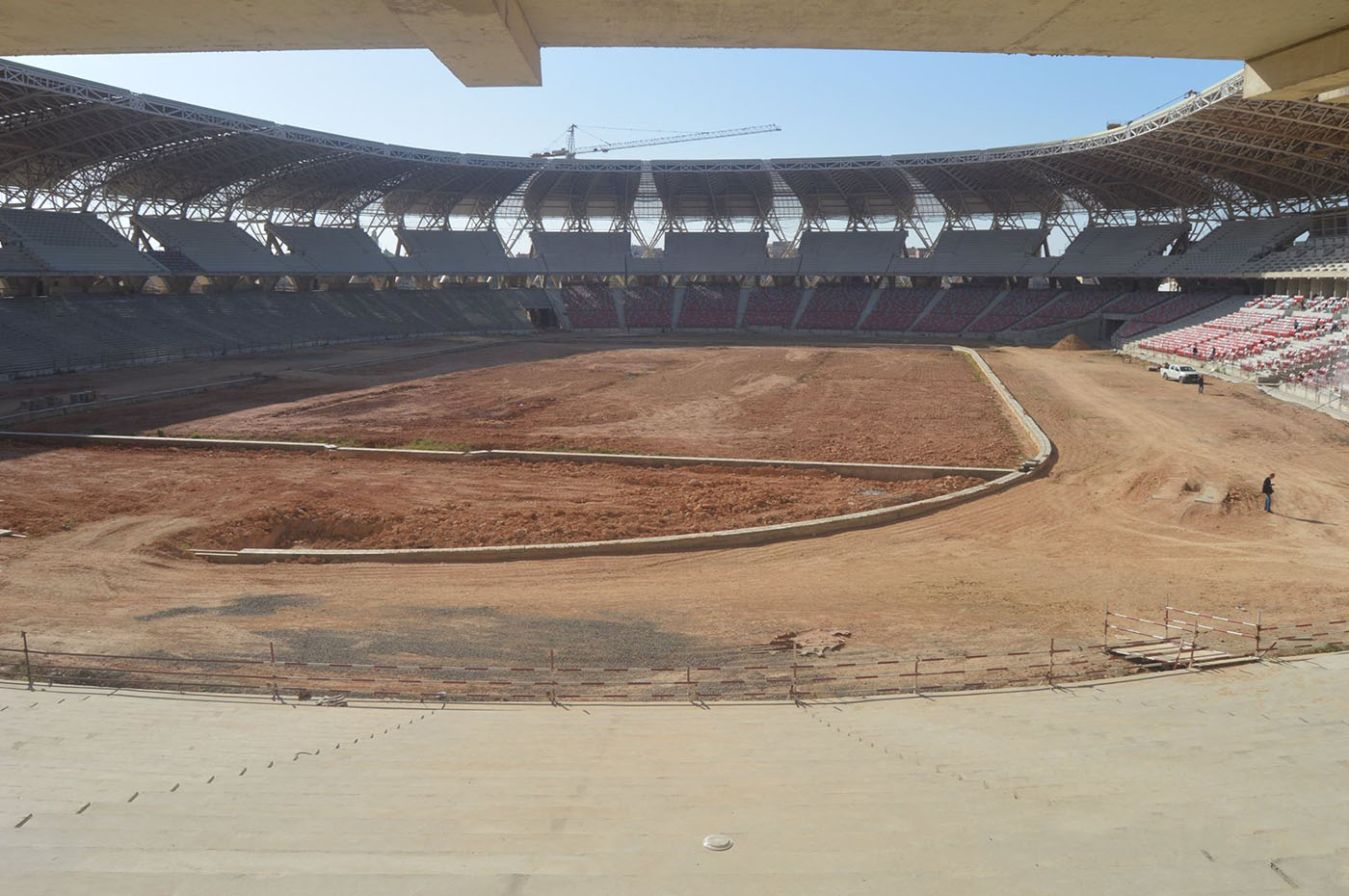
الملعب من الداخل

## أهميته
يعتبر هذا الملعب من ملاعب التي تشيد لكي تضفي للرياضة الجزائرية البروز في العالمية. حيث شارك في تنظيم ألعاب البحر الأبيض المتوسط 2022.